# Albert Lavignac
Alexandre Jean Albert Lavignac (21 de enero de 1846 – 28 de mayo de 1916) fue un compositor y docente musical francés, conocido fundamentalmente por sus obras de teoría musical.

## Biografía
Lavignac estudió en el Conservatorio de París y donde obtuvo un primer premio de teoría musical en 1857, otro de piano en 1861, el de la clase de armonía y acompañamiento en 1863 y el de contrapunto y fuga en 1864, así como un segundo premio de órgano en 1865.  Tuvo como profesor de piano a Antoine François Marmontel, estudió órgano con François Benoist, armonía y acompañamiento práctico con François Bazin y contrapunto y fuga en la clase de composición de Ambroise Thomas.  En 1871 fue nombrado profesor de solfeo, en 1875 de teoría musical  y profesor de armonía de 1891 a 1915. Entre sus alumnos se encontraban nombres como Claude Debussy, Vincent d'Indy, Philipp Jarnach, Gabriel Pierné, Amédée Gastoué, Francis Casadesus, Roger Pénau, Paul Cappé, Émile Jaques-Dalcroze, Florent Schmitt y Wadia Sabra.
En marzo de 1864, con dieciocho años de edad, interpretó la parte de armonio en la Petite Messe Solennelle de Gioachino Rossini en su primera representación.
Su obra principal, La Musique et les Musiciens ( 1895 ), una visión muy completa de la gramática musical, sus reglas elementales y el material musical, fue estudiada mucho después de su muerte. En particular, asocia los instrumentos con los colores, las formaciones instrumentales con diferentes tipos de pinturas y, según su interpretación, las características de cada tono.
Albert Lavignac tuvo una hija, Germaine. El compositor Reynaldo Hahn mantuvo estrechos vínculos con ella.

## Encyclopédie de la Musique

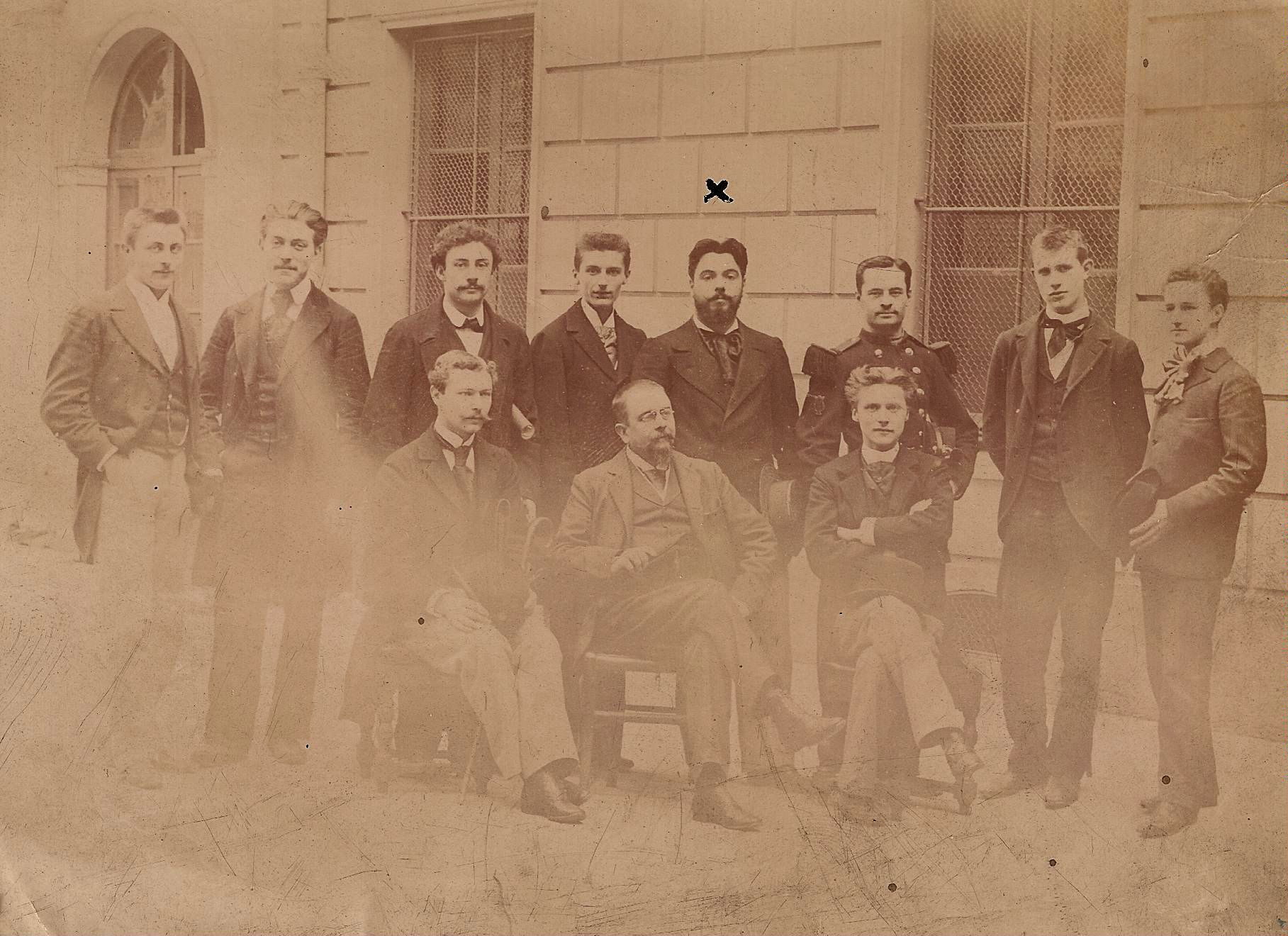
Lavignac, sentado en primer plano, rodeado de sus alumnos.

Escrita en colaboración con Lionel de La Laurencie, la obra Encyclopédie de la Musique et Dictionnaire du Conservatoire, publicada por Librairie Delagrave, está compuesta de la siguiente manera :
1. Primera parte : Historia de la Música, en 5 volúmenes, 3395 páginas, 1913-1922.
  1. Antigüedad - Edad Media.
  2. Italia - Alemania.
  3. Francia - Bélgica - Inglaterra.
  4. España-Portugal.
  5. Rusia - Polonia - Finlandia - Escandinavia - Suiza - Austria - Hungría - Bohemia - Gitanos - Rumania - Árabes - Turquía - Persia - Tíbet - Birmania - Indochina - Indias Holandesas - Etiopía - Sudáfrica - Madagascar - Islas Canarias - Estados Unidos - Indios - México - Perú - Ecuador - Bolivia.
2. Segunda parte : Técnica - Estética - Pedagogía, en 6 tomos, 3920 páginas, 1925-1931.
  1. Tendencias musicales, técnica general.
  2. Fisiología vocal y auditiva, técnica vocal e instrumental.
  3. Técnica instrumental - Instrumentos de viento, instrumentos de percusión, instrumentos de cuerda, instrumentos automáticos.
  4. Orquestación, música litúrgica de diferentes cultos.
  5. Estética.
  6. Pedagogía, escuelas, conciertos, teatros.

## Composiciones
- 3 Pièces caractéristiques, Op.10
- Le jour de fête, Op.16
- Leçons de solfège sur toutes les clefs, Op.17
- Berceuse, Op.18
- Pas des Naïades, Op.21
- Pas des Dryades, Op.22
- 6 Sonatines, Op.23
- Leçons de solfège sur cinq clefs, Op.30
- 10 Préludes, Op.31
- Sérénade, Op.32

- Berceuse, Op.18
- Galop-marche à huit mains
- Nocturne
- Polonaise d'après une pièce de guitare de C. Kreutzer
- Prélude en do majeur
- Valse de concert sur 'Le bravo'